# Ferocactus hamatacanthus
Ferocactus hamatacanthus är en kaktusväxtart som först beskrevs av Muehlenpf., och fick sitt nu gällande namn av Nathaniel Lord Britton och Joseph Nelson Rose. Ferocactus hamatacanthus ingår i släktet Ferocactus och familjen kaktusväxter.

## Underarter
Arten delas in i följande underarter:
- F. h. hamatacanthus
- F. h. sinuatus

## Bildgalleri

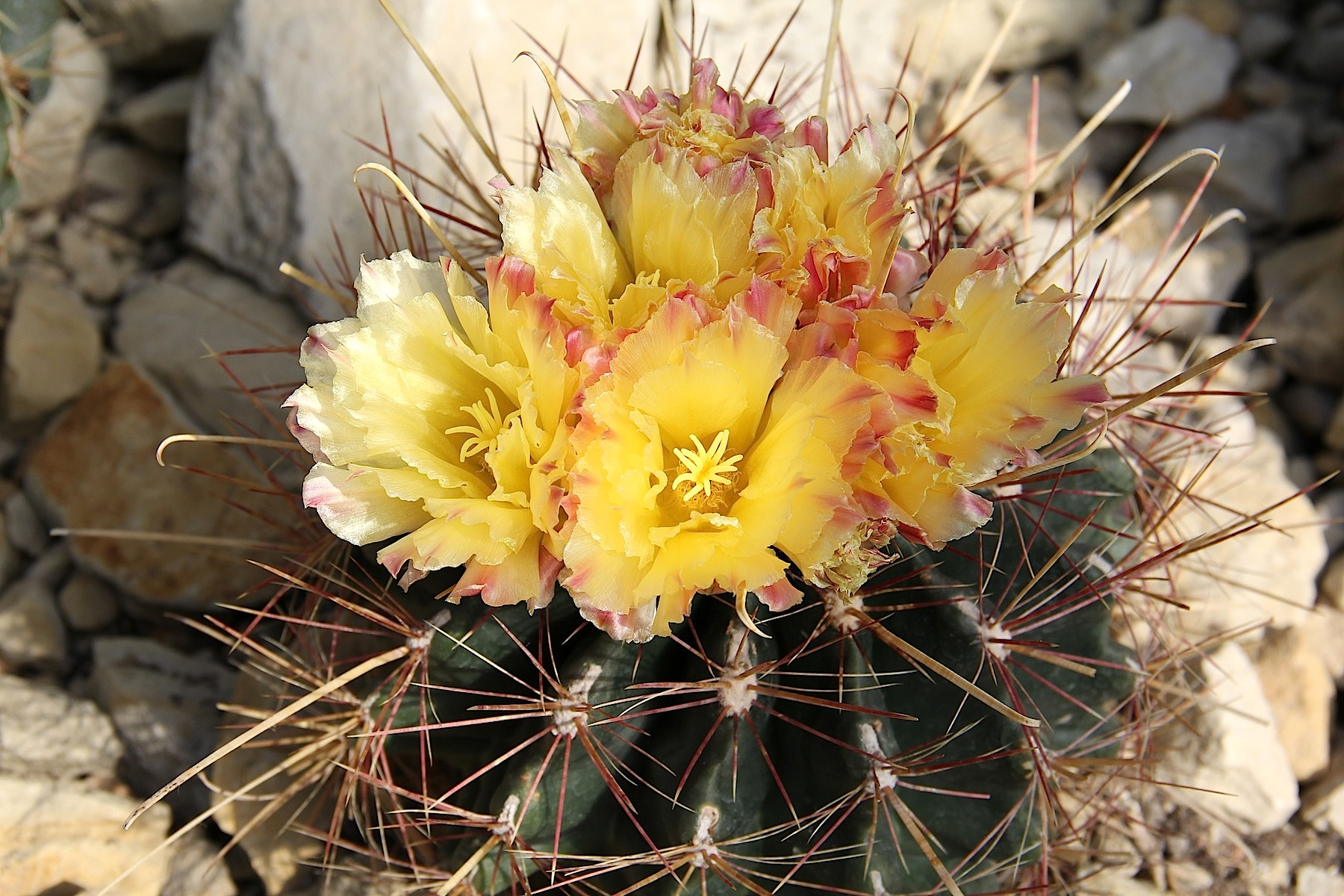
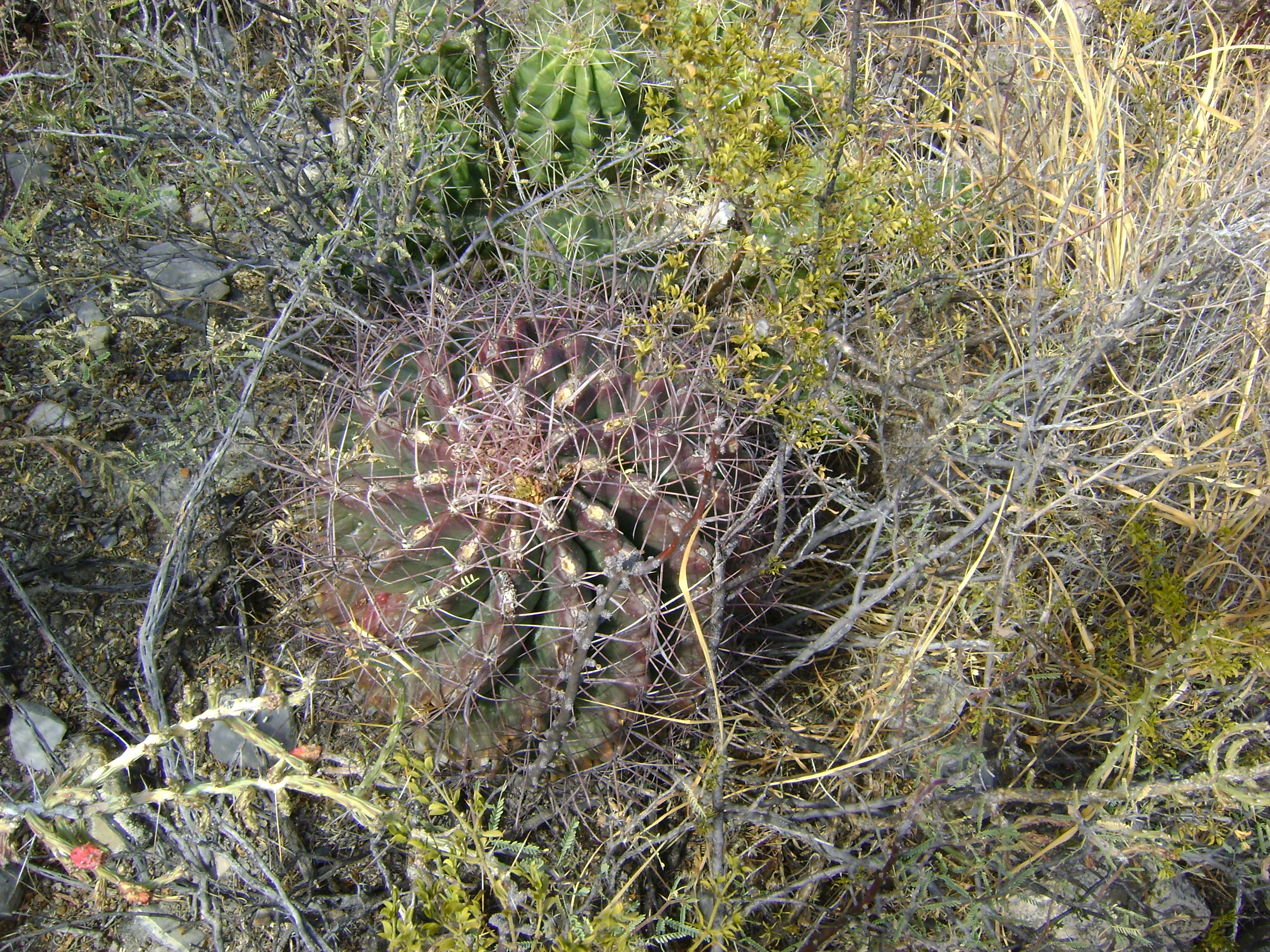
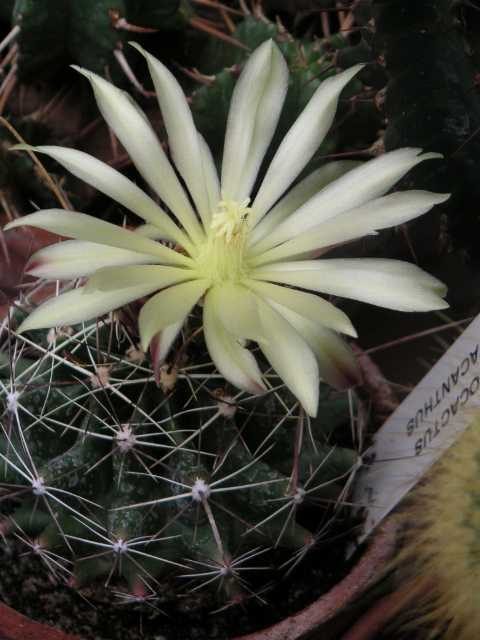
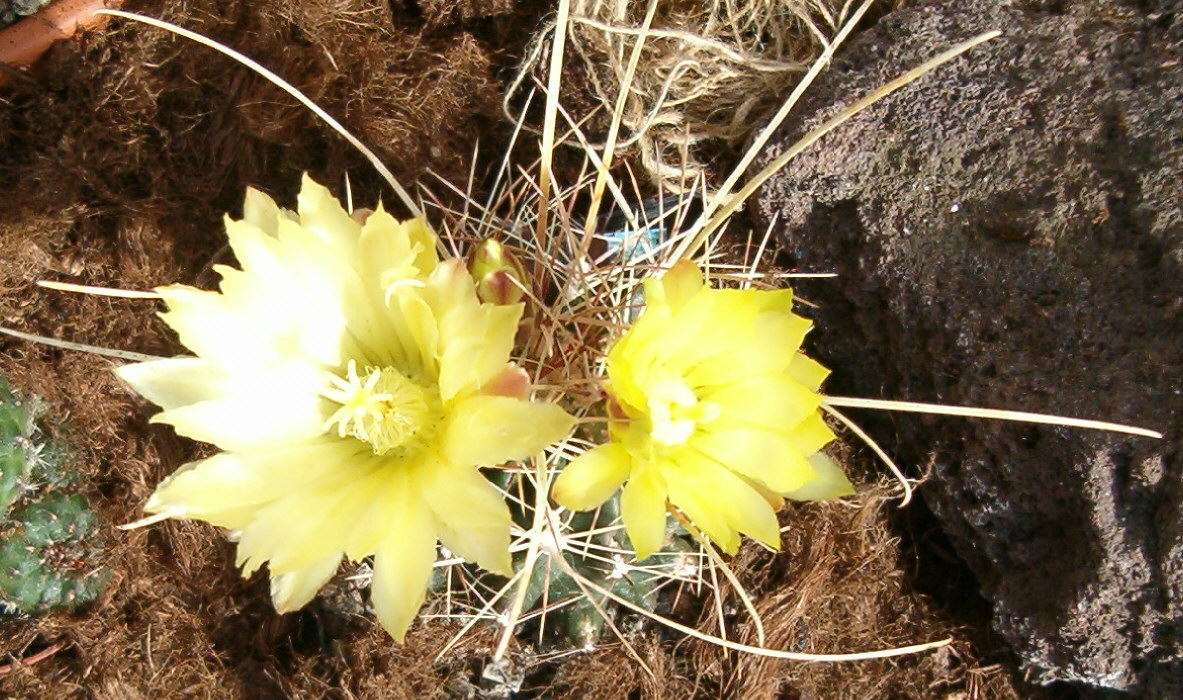
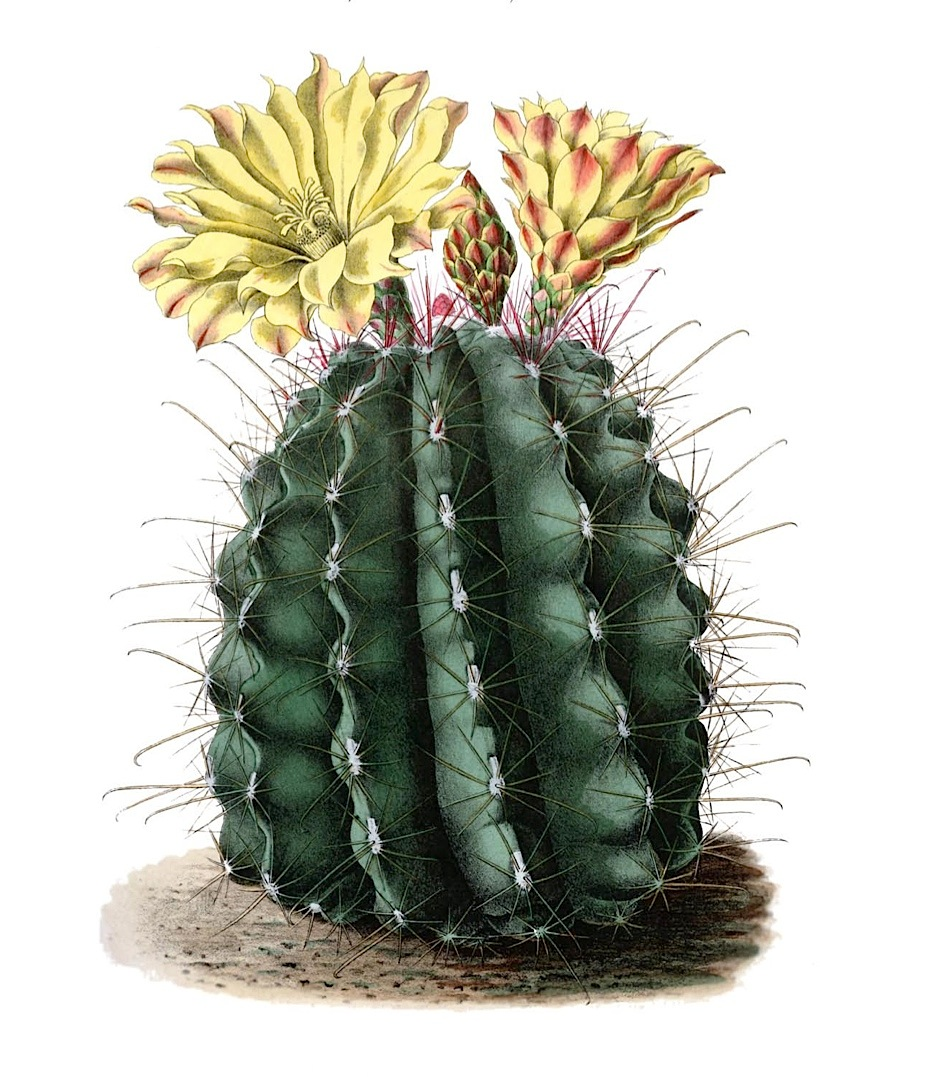
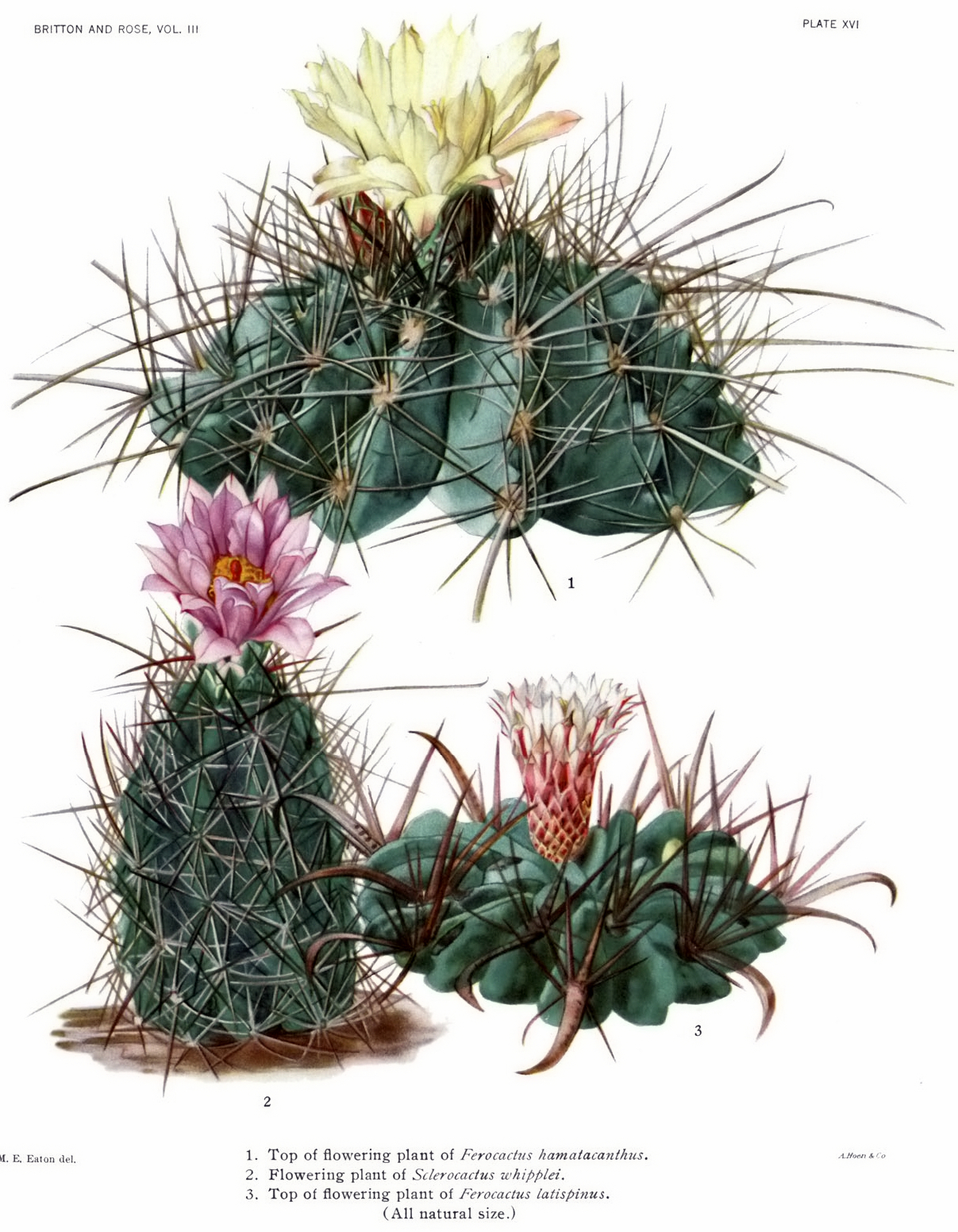